# 彭仕羲
彭仕羲（？—1070年），北宋下溪州（治今湖南省古丈县东北）土官，溪州蛮首领之一。彭儒猛之子，彭仕端之弟。
天圣七年（1029年），彭仕端命他入朝贡方物。明道初年，彭仕端去世，彭仕羲嗣为下溪州刺史，被任命为检校尚书右仆射。他任意夺取誓下十三州土官印信、土地，杀戮多人。约在庆历四年（1044年），停止向宋朝纳贡，越界占领内郡土地，自称如意大王，补置官属。皇祐二年（1050年），夺子彭师宝之妻，被儿子怨恨。至和二年（1055年），彭师宝举族至辰州，告发其父杀将夺地称王之事，说他想要谋乱。朝廷派遣知辰州宋守信等帅兵数千讨伐，彭师宝为向导，未获彭仕羲，只是俘其奴仆、搬运“溪州铜柱”而返。朝廷再次派遣三司副使李参等率领重兵征讨。宋将雷简夫等筑明溪上、下两砦，取富州城，收复所侵土地，攻入下溪州。彭仕羲受招谕，陈说自己本无反状，僭号、补置官属，都是因为不知宋朝礼义所致，愿将二十州旧地内属，重新贡奉。嘉祐二年（1057年），归还所掠兵丁五十一人、械甲一千八百余件，率众七百饮血就降。彭仕羲遵守旧约，书立“明溪新寨题名记”（又称红字牌），结束争端。辰州官府发还其奴众及铜柱。此后，虽岁奉职贡，但是仍屡扰边地，在辰州界白马崖下喏溪聚众据守，拒绝朝廷招谕，不归还侵地。只是没有酿成大故。熙宁三年（1070年）被其子彭师綵所杀。